# Aulacophora cornuta
Aulacophora cornuta è una specie di coleottero appartenente alla famiglia Chrysomelidae descritta per la prima volta nel 1879 dall'entomologo Joseph Sugar Baly.